# Douangdeuane Viravongs
Douangdeuane Viravongs, alias Dok Ked (n. 1947) escritora laosiana en lao.
Viuda de Outhine Bounyavong, ha publicado varios poemarios, libros de costura y tradicionales de Laos, el más conocido es Kam Pha Phi Noi (El huerfanito y el espíritu).